# Imaginary Day
Imaginary Day är ett musikalbum av Pat Metheny Group, utgivet 1997 av Warner Bros.. Den vann också 1999 års Grammy Award for Best Contemporary Jazz Album, medan låten "The Roots of Coincidence" vann Grammy Award for Best Rock Instrumental Performance.
Albumet lutar mycket åt world fusion-stilen, med en variation av globala influenser. Indonesiska stilar är särdeles starka,  med balinesisk gamelan-musik som man kan höra i "Imaginary Day" och "Into the Dream". "The Heat of the Day" demonstrerar en enformig typ av iransk folkmusik. På skivan finns även gruppens (bara såhär långt) intågande i industrial rock, med låten "The Roots of Coincidence". I "The Awakening" avslutas albumet med kraftfulla, gaeliska melodier.

## Låtlista
Alla låtar är skrivna av Lyle Mays & Pat Metheny om inget annat anges.
1. "Imaginary Day" – 10:11
  - Pat Metheny – klassisk gitarr
  - David Samuels – shaker, cymbal rolls
2. "Follow Me" – 5:56
  - Pat Metheny – akustisk sitar gitarr, akustisk gitarr, vg-8, synthgitarr, barytongitarr
  - David Samuels – shaker, cymbal rolls, tamburin, percussion
3. "Into the Dream" (Metheny) – 2:27
  - Pat Metheny – 42-strängad Pikassogitarr
4. "A Story Within the Story" – 8:01
  - Pat Metheny – elgitarr, Pikassogitarr
  - Mino Cinelu – percussion
5. "The Heat of the Day" – 9:23
  - Pat Metheny – akustisk sitar gitarr, nylonsträngad gitarr, synthgitarr
  - David Samuels – shaker, cymbal rolls
6. "Across the Sky" – 4:48
  - Pat Metheny – elgitarr
  - David Samuels – cymbal rolls
7. "The Roots of Coincidence" – 7:48
  - Pat Metheny – vg-8, 12-strängad elgitarr
  - David Blamires – elgitarr, trumpet
8. "Too Soon Tomorrow" (Metheny) – 5:47
  - Pat Metheny – nylonsträngad akustisk gitarr
  - David Samuels – cymbal rolls
9. "The Awakening" – 9:28
  - Pat Metheny – akustisk gitarr, akustisk sitar gitarr, tiple
  - David Samuels – shakers, cymbal rolls

Total tid: 62:29

## Medverkande
- Pat Metheny – akustisk gitarr, elgitarr, synthgitarr, Pikasso I
- Lyle Mays – piano, keyboards
- Steve Rodby – kontrabas, elbas
- Paul Wertico – trummor
- David Blamires – sång, gitarr, trumpet, violin, mellofon, blockflöjt, elgitarr
- Mark Ledford – sång, flygelhorn, bastrumpet
- David Samuels – percussion
- Glen Velez – percussion
- Don Alias – percussion
- Mino Cinelu – percussion

## Utmärkelser
Grammy Awards
| År   | Vinnare           | Kategori                                                                                          |
| ---- | ----------------- | ------------------------------------------------------------------------------------------------- |
| 1999 | Pat Metheny Group | Grammy Award for Best Contemporary Jazz Album Grammy Award for Best Rock Instrumental Performance |

## Listplaceringar
| Lista (1997) | Topplacering |
| ------------ | ------------ |
| Norge        | 30           |
| Tyskland     | 59           |